# L'Île de Hôzuki
L'Île de Hôzuki (鬼燈の島, Hōzuki no shima) est un seinen manga de Kei Sanbe, prépublié dans le magazine Young Gangan et publié par l'éditeur Square Enix en quatre volumes reliés sortis entre mai 2008 et septembre 2009. La version française a été éditée par Ki-oon en quatre tomes sortis entre février 2010 et octobre 2010.

## Personnages
Kokoro Suzuhara (鈴原心, Suzuhara Kokoro)
Yume Suzuhara (鈴原夢, Suzuhara Yume)
Shuichiro Fujii (藤井秀一郎, Fujii Shūichirō)
Hatsune Miyazawa (宮沢初音, Miyazawa Hatsune)
Futoshi Hakkai (八海太, Hakkai Futoshi)
Rikiya Sudo (須藤力也, Sudō Rikiya)
Hisanobu Takahashi (高知久信, Takahashi Hisanobu)
Yukino Kai (甲斐雪乃, Kai Yukino)
Kuwadate (桑館, Kuwadate)
Usui (臼井, Usui)
Toyoda (豊田, Toyoda)

## Liste des volumes
| no | Japonais          | Japonais          | Français         | Français          |
| no | Date de sortie    | ISBN              | Date de sortie   | ISBN              |
| --- | ----------------- | ----------------- | ---------------- | ----------------- |
| 1 | 22 mai 2008       | 978-4-7575-2285-5 | 11 février 2010  | 978-2-35592-126-1 |
| Liste des chapitres : - Chap. 1 : Une île magnifique - Chap. 2 : L'enfant qui avait disparu - Chap. 3 : L'escalier interdit - Chap. 4 : Ce qu'on ne doit pas savoir - Chap. 5 : À qui le tour ? - Chap. 6 : Derrière le brouillard - Chap. 7 : Pourquoi a-t-elle menti ?                                                      |                   |                   |                  |                   |
| 2 | 22 octobre 2008   | 978-4-7575-2405-7 | 8 avril 2010     | 978-2-35592-145-2 |
| Liste des chapitres : - Chap. 8 : Ouvre-moi la porte - Chap. 9 : Vous ne vous échapperez pas - Chap. 10 : Des enfants très, très précieux - Chap. 11 : Dieu n'existe pas - Chap. 12 : Je finirai par te trouver - Chap. 13 : Tu veux mourir d'un accident ? - La pécheresse                                                   |                   |                   |                  |                   |
| 3 | 22 mai 2009       | 978-4-7575-2569-6 | 1er juillet 2010 | 978-2-35592-181-0 |
| Liste des chapitres : - Chap. 14 : On n'est en sécurité nulle part - Chap. 15 : Quelle est la marche à suivre ? - Chap. 16 : Tuer ou être tué - Chap. 17 : Il n'y a pas de fantôme - Chap. 18 : Shû ne dort pas - Chap. 19 : C'est toi qui les as tués ? - Chap. 20 : Les adultes sont tous des menteurs - Kuwadate collégien |                   |                   |                  |                   |
| 4 | 25 septembre 2009 | 978-4-7575-2688-4 | 14 octobre 2010  | 978-2-35592-206-0 |
| Liste des chapitres : - Chap. 21 : Qui est-ce qui ment ? - Chap. 22 : Toi, je t'épargnerai - Chap. 23 : Ce n'est pas moi qui l'ai tué - Chap. 24 : Est-ce le ciel qui me punit ? - Chap. 25 : Je ne veut pas devenir un menteur - Chap. 26 : Méprise - Chap. 27 : L'Île de Hôzuki - Yukino collégienne                        |                   |                   |                  |                   |

### Édition japonaise
Square Enix
1. 1 2  (ja) « Tome 1 ».
2. 1 2  (ja) « Tome 2 ».
3. 1 2  (ja) « Tome 3 ».
4. 1 2  (ja) « Tome 4 ».

### Édition française
Ki-oon
1. 1 2  (fr) « Tome 1 ».
2. 1 2  (fr) « Tome 2 ».
3. 1 2  (fr) « Tome 3 ».
4. 1 2  (fr) « Tome 4 ».